# Remaldo Rose
Remaldo Rose (Saint Mary (Jamaica), 18 november 1987) is een Jamaicaanse sprinter, die zich heeft gespecialiseerd in de 100 m.
Zijn eerste succes behaalde hij in 2004 met het winnen van een bronzen medaille op het WK junioren op de 100 m. Met een tijd van 10,34 eindigde hij achter de Amerikanen Ivory Williams (goud; 10,29) en Demi Omole (zilver; 10,31). In 2006 won hij op het WK junioren in Peking met zijn teamgenoten Winston Barnes, Cawayne Jervis en Yohan Blake een gouden medaille op de 4 x 100 m estafette.

## Titels
- Wereldjeugdkampioen 4 x 100 m estafette - 2006

## Persoonlijke records
| Onderdeel | Prestatie | Datum           | Plaats   |
| --------- | --------- | --------------- | -------- |
| 100 m     | 10,29 s   | 18 maart 2006   | Kingston |
| 200 m     | 20,91 s   | 1 april 2006    | Kingston |
| 400 m     | 48,90 s   | 29 januari 2006 | Kingston |

## Prestaties
| Jaar | Wedstrijd                     | Plaats        | Resultaat | Onderdeel           | Tijd    |
| ---- | ----------------------------- | ------------- | --------- | ------------------- | ------- |
| 2003 | Carifta Games (onder 17 jaar) | Port of Spain | 1e        | 100 m               | 10,65 s |
| 2004 | Carifta Games (onder 20 jaar) | Hamilton      | 2e        | 100 m               | 10,58 s |
|      | WK Junioren                   | Grosseto      | 3e        | 100 m               | 10,34 s |
|      | WK Junioren                   | Grosseto      | 2e        | 4 x 100 m estafette | 43,63 s |
| 2006 | Carifta Games (onder 20 jaar) | Les Abymes    | 1e        | 100 m               | 10,48 s |
|      | WK Junioren                   | Peking        | 4e        | 100 m               |         |
|      | WK Junioren                   | Peking        | 1e        | 4 x 100 m estafette | 39,05 s |